# František Trávníček
František Trávniček (ur. 17 sierpnia 1888 w Spešovie, zm. 6 czerwca 1961 w Brnie) – czeski językoznawca, bohemista i slawista.

## Życiorys
Prowadził wieloaspektowe badania nad językiem czeskim. Początkowo interesował się dialektologią i gramatyką historyczną, a później problematyką języka standardowego. Poruszał zagadnienia z zakresu fonetyki, ortografii i ortoepii, gramatyki i leksyki czeskiego języka standardowego, poprawności językowej, dydaktyki języka czeskiego; zajmował się problematyką stylu artystycznego oraz kwestiami z dziedziny slawistyki.
Od 1907 r. studiował bohemistykę oraz slawistykę na Wydziale Filozoficznym Uniwersytetu Karola w Pradze. W 1920 r. uzyskał habilitację. Od 1921 r. był profesorem nadzwyczajnym uniwersytetu w Brnie, w 1927 r. objął stanowisko profesora zwyczajnego. Od 1952 r. był akademikiem Czechosłowackiej Akademii Nauk.

## Wybrana twórczość
- Studie o českém vidu slovesném (1923)
- Moravská nářečí (1926)
- Jazyk a národ (1930)
- Historická mluvnice československá (1935)
- O jazyce naší nové prózy (1954)